# 2002 GU32
2002 GU32 est un objet transneptunien faisant probablement partie des plutinos.

## Caracteristiques
2002 GU32 mesure environ 200 km de diamètre, son orbite est très mal connue car l'arc d'observation n'est que de 70 jours (en 2025).